# Kunming Airlines
Kunming Airlines (cinese: Kunming Airlines; pinyin: Kūnmíng Hángkōng Gōngsī) è una compagnia aerea cinese con sede a Kunming, nella provincia dello Yunnan, e fondata nel 2005.

## Storia
Nel dicembre 2005, la Civil Aviation Administration of China (CAAC) ha dichiarato che avrebbe presto approvato l'inizio delle operazioni della compagnia aerea privata Kunming Airlines, con un capitale sociale di 80 milioni di RMB e con sede presso l'aeroporto Internazionale di Kunming-Wujiaba.
A gennaio 2009, Kunming Airlines era di proprietà dell'80% di Shenzhen Airlines (parte del gruppo Air China) e il restante 20% di proprietà di un uomo d'affari locale, con un capitale sociale totale di 80 milioni di RMB.
La compagnia aerea ha iniziato le operazioni il 15 febbraio 2009 con un volo da Kunming a Changsha e Harbin.

## Flotta
A gennaio 2024 la flotta di Kunming Airlines è così composta: